# 롯데월드 아이스링크
롯데월드 아이스링크[아이스가든]는 1989년 개장한 롯데월드 내 롯데월드스포츠센터의 일부로 당시 서울 시내 최대 규모의 스포츠 시설이라는 평가에 걸맞게 인도어 아이스링크로서는 역대급 규모로 지어졌다. 1천1백평 규모로 지어진 아이스링크는 바로 옆에 들어선 32레인의 볼링장과 함께 도심 레저 스포츠 시설로는 국내 뿐 아니라 세계적인 규모였다고 할 수 있다. 2021년 6개월간의 리뉴얼 공사 끝에 12월 24일에 '아이스가든'이라는 이름으로 재개장했다.

## 2021년리뉴얼 오픈
2021년 7월 1일부터 연말인 12월까지 리뉴얼 공사를 하여 '아이스가든'이라는 이름으로 12월 24일 재개장했다. 재개장한 링크의 면적은 530평으로 동시에 800명을 수용할 수 있는 규모이다.

## 이용 요금
개장 초기인 1992년 기준 성인은 입장료가 3천원, 대화료는 1,500원 이었다. 즉 4,500원이면 스케이트 없이 방문하여 스케이트를 빌려서 탈 수 있었던 것이다.
2000년에는 입장료가 성인 4,700원, 대화료는 3,100원 이었다. 합계 7,800원이면 스케이트를 빌려서 탈 수 있었다.
2021년 리뉴얼 이후 재개장 이후는 성인 기준 입장료가 평일 13,000원, 주말은 15,000원이다.

## 롯데월드 아이스링크에서 훈련한 피겨 선수
우선 가장 유명한 김연아 선수를 들 수 있다. 김연아는 주로 캐나다에서 훈련을 했는데, 국내에 머무는 기간 동안에는 다수의 링크에서 훈련을 했다. 그 중 하나가 롯데월드 아이스링크이다. 피겨 선수들의 경우, 일반에 공개되는 시간을 피해 아침 일찍 또는 밤 늦게 링크를 대관해서 훈련한다.
최근 있었던 피겨 종합선수권 대회에서 프리 1위, 종합 2위를 하고 회장배 랭킹에서는 종합 3위를 한 윤아선 선수의 경우, 입문을 롯데월드 아이스링크에서 했다. 일곱살때 롯데월드 아이스링크에서 재미로 타기 시작했다고 한다.

## 그룹 및 개인 레슨
롯데월드 아이스링크에서는 스피드 스케이트와 피겨 스케이트 레슨을 받을 수 있다.
코치진 중에는 유명한 선수 출신이나 해설위원도 포함되어 있다. 김연아 현역 선수 시절 해설을 했던 방상아, 피겨 국가대표 출신인 신나희, 윤예지 그리고 스피드스케이팅 국가대표였던 김유림 등이 있다.

## 각종 프로모션
롯데월드의 최대 어트랙션인 어드벤처를 이용한 고객은 아이스링크 입장료가 면제되는 행사를 2019년 8월 한 달간 진행했었다. 이밖에도 할로윈 기간에는 할로윈 코스프레와 분장을 하고 오는 고객에게는 입장료를 50% 할인해 주는 행사 등을 했다.

## 코로나19 여파
코로나19로 인해 대부분 실내체육시설이 어려움을 겪었던 것처럼 롯데월드 아이스링크도 예외는 아니었다. 2020년 한해에만 3차례에 걸쳐 전면 휴업 또는 레슨을 중단했다. 현재는 다른 대부분의 업장들과 마찬가지로 QR코드 체크인 또는 수기 작성, 발열 여부 확인, 마스크 착용 등 방역당국에서 정한 절차를 적용하고 있다.